# Boliel
Boliel est une commune située dans le département de Mansila, dans la province du Yagha, région du Sahel, au Burkina Faso.